# Аленогръда нектарница
Аленогръда нектарница (Chalcomitra senegalensis) е вид птица от семейство Nectariniidae.

## Разпространение
Видът е разпространен в Ангола, Бенин, Ботсуана, Буркина Фасо, Бурунди, Камерун, Централноафриканската република, Чад, Демократична република Конго, Кот д'Ивоар, Еритрея, Етиопия, Гамбия, Гана, Гвинея, Гвинея Бисау, Кения, Малави, Мали, Мавритания, Мозамбик, Намибия, Нигер, Нигерия, Руанда, Сенегал, Сиера Леоне, Южна Африка, Судан, Свазиленд, Танзания, Того, Уганда, Замбия и Зимбабве.